# One Glorious Night
One Glorious Night er en amerikansk stumfilm fra 1924 instrueret af Scott R. Dunlap.

## Medvirkende
- Elaine Hammerstein som Mary Stevens
- Alan Roscoe som Kenneth McLane
- Phyllis Haver som Sarah Graham
- Freeman Wood som Chester James
- Lillian Elliott som Mrs. Clark
- Mathilde Brundage som Mrs. Graham
- Clarissa Selwynne som Mrs. James
- Vondell Darr som Mary
- Edward Coxen